# Pfarrkirche Glantschach

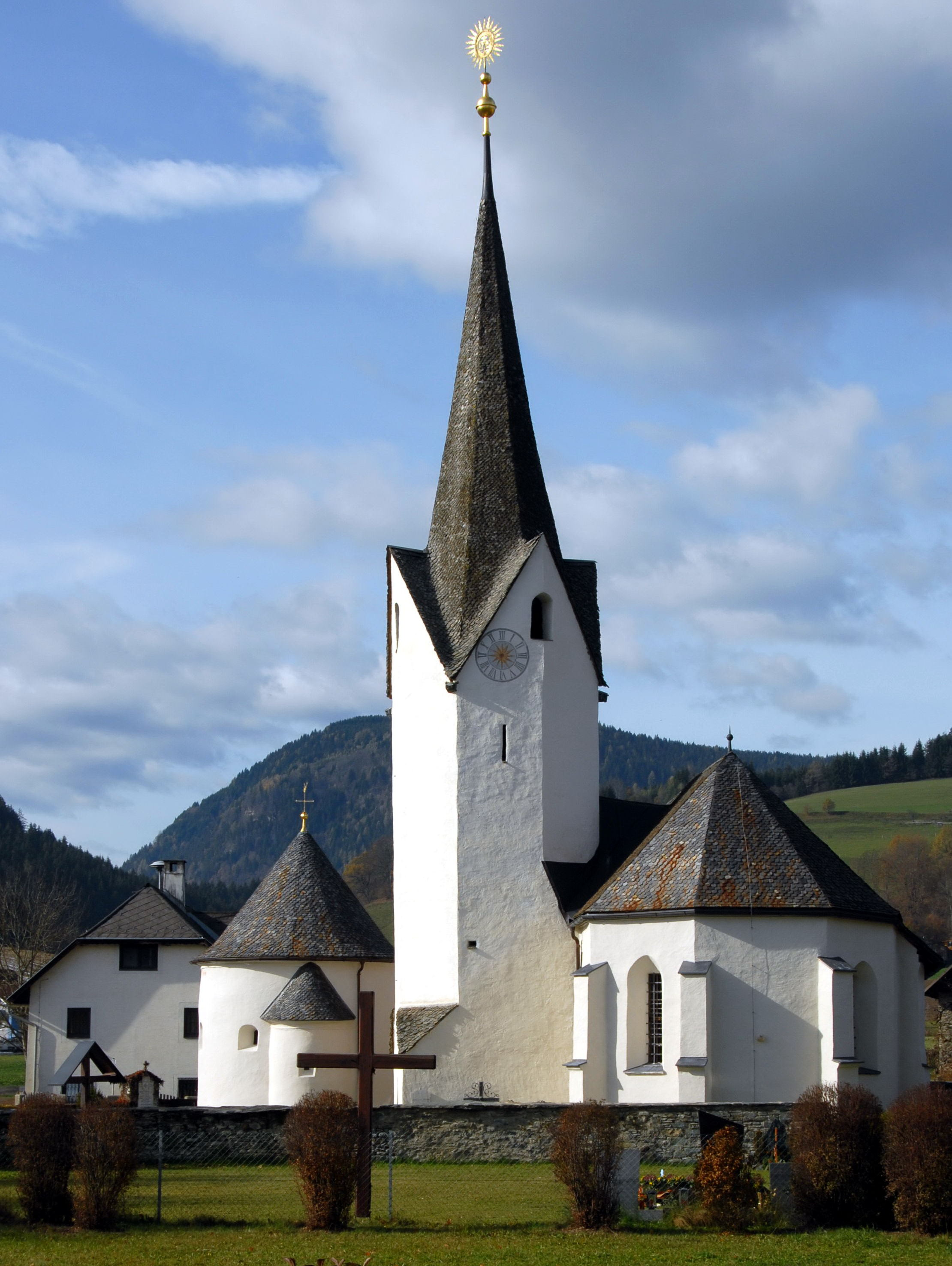
Katholische Pfarrkirche hl. Andreas in Glantschach

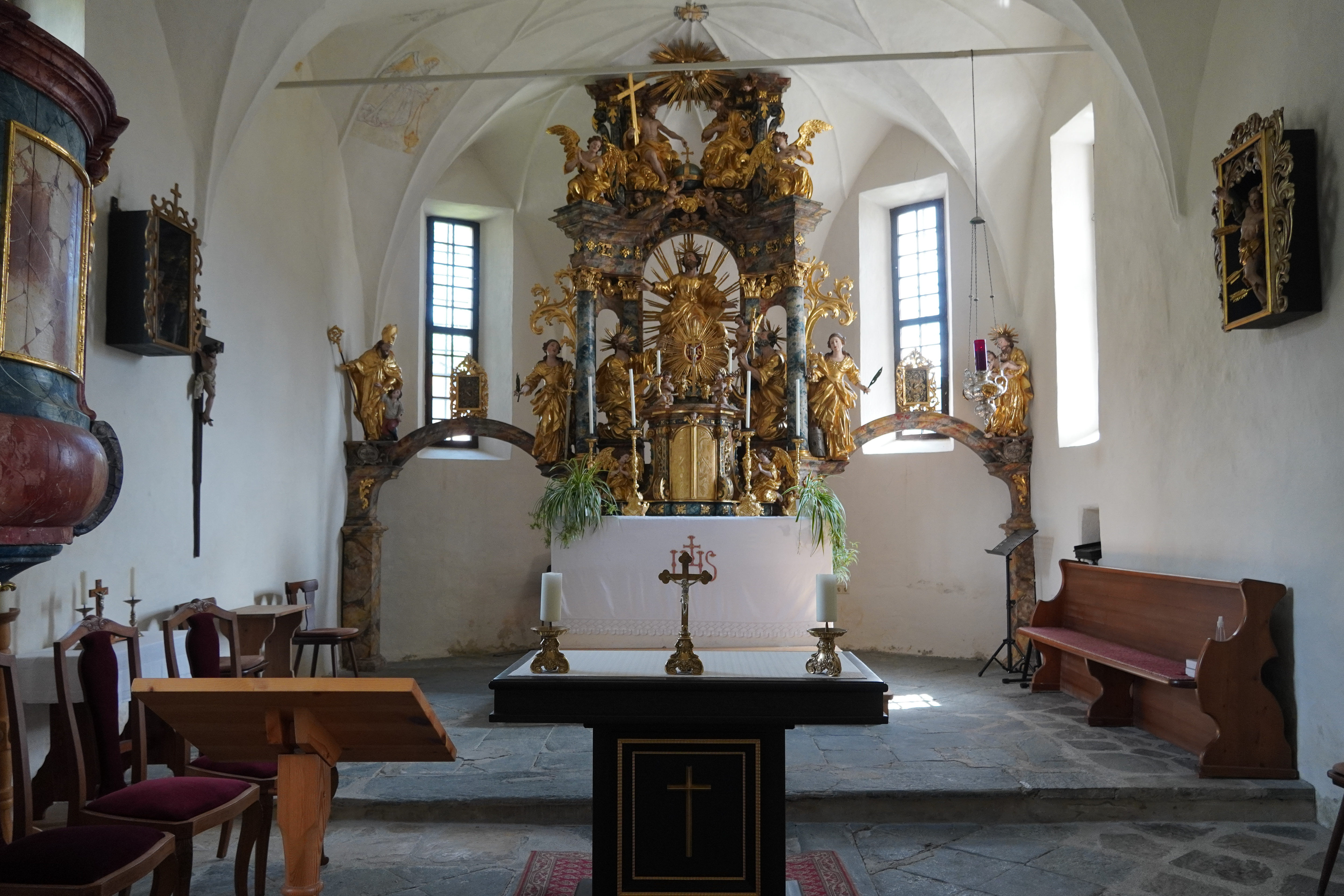
Altar

Die Pfarrkirche Glantschach steht mittig im Ort Glantschach in der Marktgemeinde Liebenfels im Bezirk Sankt Veit an der Glan in Kärnten. Die unter dem Patrozinium des Apostels Andreas stehende römisch-katholische Pfarrkirche gehört zum Dekanat St. Veit an der Glan in der Diözese Gurk-Klagenfurt. Die Kirche, der Friedhof und der Karner stehen unter Denkmalschutz (Listeneintrag).

## Geschichte
Mit der ersten Kirchengründungsurkunde Kärntens wurde die Kirche von 958 bis 991 erbaut und geweiht. 1998 wurde die Kirche neu mit Steinplattln gedeckt.

## Architektur
Der Kirchenbau mit einem im Kern romanischen Langhaus und einem spätgotischen Chor ist von einem ummauerten Friedhof mit einem Karner umgeben.
Das Kirchenäußere zeigt am Chor zweistufige Strebepfeiler, an der Chorsüdseite steht ein hoher spätgotischer Sakristeiturm, er ist ab dem zweiten Geschoß achteckig, er hat Mauerscharten und segmentbogige Schallfenster, er trägt über vier Giebeln einen achtseitigen Spitzhelm. Ein römerzeitlicher Bauquader mit einem Rankenrelief ist an der Türwange der Sakristeieinganges vermauert. Die gemauerte Laube aus dem 18. Jahrhundert vor der Westfront hat Rundbogenarkatur, die Laube beinhaltet einen gemauerten Opfertisch. An der Südfassade befindet sich ein übermaltes Fresko Christophorus.
Das Kircheninnere zeigt im ursprünglich flachgedeckten Langhaus ein vierjochiges Kreuzrippengewölbe um 1600 auf derben Wandpfeilern. Die Holzempore hat einen runden Orgelerker. Der Triumphbogen ist flachbogig. Der einjochige Chor mit einem Netzgratgewölbe aus dem 16. Jahrhundert schließt mit einem Fünfachtelschluss. Die Fenster der Kirche sind barock verändert. Die Sakristei im Turmerdgeschoß ist tonnengewölbt.

## Ausstattung
Der barocke Hochaltar aus 1745 trägt die Schnitzfiguren Andreas, Peter und Paul, Katharina und Barbara, Valentin und Josef, alle Johann Pacher zugeschrieben. Auch die Konsolfigur Johannes Nepomuk schuf Pacher 1743. Der Volksaltar entstand 1991.
Die spätgotische Figur Andreas ist aus dem Ende des 15. Jahrhunderts. In einer Vitrine befindet sich eine geschnitzte Kalvarienberggruppe aus dem vierten Viertel des 18. Jahrhunderts, dem Tiroler Anton Huber und dem Reiter aus Friesach zugeschrieben.

## Karner
Der Karner im Süden der Kirche ist ein romanischer Rundbau aus dem 12. Jahrhundert, er hat im Osten eine Rundapsis mit einem kleinen Rundbogenfenster und trägt ein Kegeldach. Das Beinhaus ist im Untergeschoß. Das Karnerinnere mit einem Blockaltar hat eine Holzdecke mit Rosettenmuster aus dem 16. Jahrhundert. In der Torlaibung ist die römerzeitliche Grabinschrift für den Sklaven Nigrus errichtet von seiner Gattin Sura vermauert. 1987 wurde der Karner als Aufbahrungshalle adaptiert.

## Grabdenkmäler

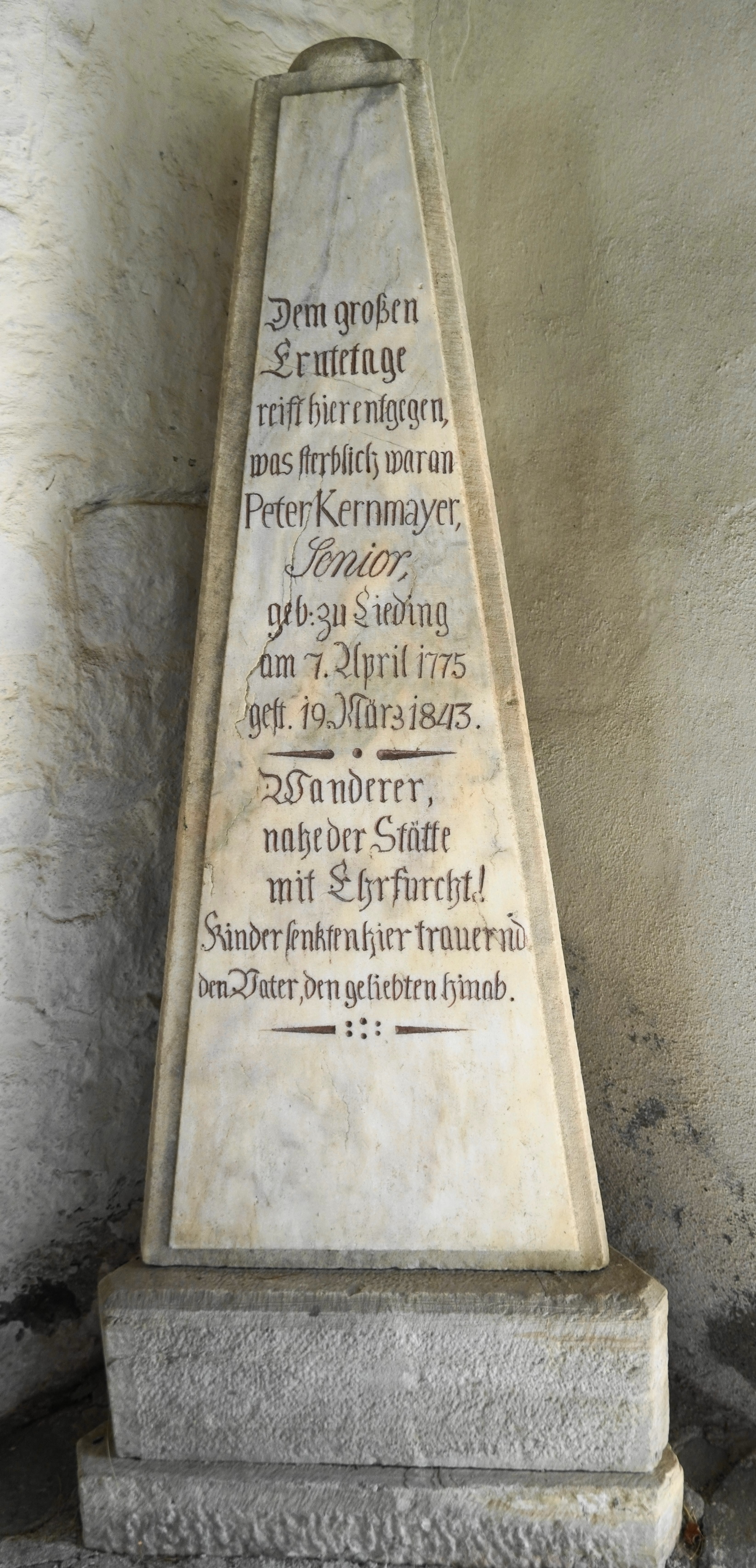
Pyramidengrabstein

- Außen rechts vom Eingang der Kirche befindet sich ein römerzeitliches Grabrelief mit der Darstellung eines Schreibers.
- Außen befindet sich ein spätklassizistischer Pyramidengrabstein zu Peter Krenmayr gestorben 1843.